# ARQ (Film)
ARQ ist ein US-amerikanisch-kanadischer Science-Fiction-Film aus dem Jahr 2016. Regie führte Tony Elliott, der auch das Drehbuch verfasste. In den Hauptrollen sind Robbie Amell und Rachael Taylor zu sehen. Premiere hatte der Film am 9. September 2016 beim Toronto International Film Festival. Beim Video-on-Demand-Anbieter Netflix wurde er sieben Tage später veröffentlicht.

## Handlung
Renton wacht neben seiner ehemaligen Geliebten Hannah auf. Drei Männer brechen in sein Schlafzimmer ein, und als Renton sich bei der Flucht das Genick bricht, wacht er erschrocken dort auf, wo er gerade noch war. Die Männer brechen erneut ein und fesseln ihn und Hannah an Stühle in einem anderen Raum. Ihr Anführer, „Vater“ genannt, sagt, er vertrete eine Rebellengruppe namens „Bloc“ und verlangt von Renton die Herausgabe von Geldern oder „Scrips“, die er von ihrer Konkurrenzorganisation, der Torus Corporation, gestohlen hat.
Vater und die beiden anderen Männer, Sonny und Bruder, gehen zum Essen in ein anderes Zimmer, und Renton kann sich und Hannah losschneiden. Er erklärt, dass er während seiner Arbeit für Torus das ARQ, ein funktionierendes Perpetuum mobile, gebaut und die Maschine dann gestohlen hat. Hannah drängt ihn, den Männern zu gehorchen, doch er versucht zu fliehen und stirbt. Er wacht erschrocken wieder mit Hannah im Bett auf, nur um das gleiche Szenario noch einmal zu durchleben. Diesmal bittet er Hannah, nachdem er die beiden befreit hat, dabei, die Eindringlinge mit Zyanidgas zu vergiften. Der Plan scheitert, als Hannah verrät, dass sie Mitglied des Blocs ist. Renton gibt die Aktien ab, und dann erschießt Sonny ihn.
In der nächsten Wiederholung befragt Renton Hannah zu ihrer Vergangenheit, bevor er sie freilässt. Sie gibt zu, dass sie sich zunehmend über ihn ärgerte, nachdem er sie Torus überlassen hatte, die sie folterten. Obwohl er Hannah nicht traut, schließen Renton und Hannah einen Deal aus, bei dem sie die Aktien aufteilen, nachdem sie Vater und seine Gruppe mit Zyanidgas zum Rücktritt gezwungen haben. Sobald sie jedoch die drei Männer gefangen genommen haben, bricht Renton den Deal und fordert Hannah auf, den Bloc zu verlassen und mit ihm zu kommen. Hannah erschießt Renton versehentlich in einem darauffolgenden Handgemenge. Als Renton und Hannah gemeinsam aufwachen, kann sie sich nun an die vorherige Wiederholung erinnern. Renton vermutet, dass das ARQ eine Zeitschleife verursacht. Er erkennt auch, dass das ARQ nicht als Perpetuum mobile funktioniert, sondern tatsächlich die Zeitschleife erzeugt, um die Energie des Benzins, das zur Katalyse des Prozesses verwendet wird, weiter zu nutzen, was den Anschein erweckt, als würde er endlose Energie erzeugen. Schließlich entpuppt sich Sonny als Torus-Söldner und tötet alle.
Renton und Hannah sind sich in der folgenden Wiederholung einig, dass sie das ARQ von Torus fernhalten müssen. Sie überreden Vater, ihnen zu helfen, Sonny aufzuhalten, aber als sie es tun, erschießt Bruder Renton, ohne zu bemerken, dass Sonny für Torus arbeitet. Im nächsten Durchgang wird Sonny auf die Zeitschleife aufmerksam und tötet Vater und Bruder sofort. Als Sonny sie überwältigt, opfert sich Renton, um zu verhindern, dass Sonny das ARQ erhält.
In der nächsten Wiederholung rettet Sonny Cuz, einen weiteren Söldner, der zu Beginn jeder vorherigen Schleife von ARQ einen tödlichen Stromschlag erlitten hat, und tötet dann Vater und Bruder. Renton und Hannah vergiften Sonny und Cuz mit Zyanid. Bevor er stirbt, stellt Sonny eine Falle, die Hannah tötet, und veranlasst Renton, den Beginn der nächsten Wiederholung zuzulassen. Jeder ist sich nun der Zeitschleife bewusst, und Sonny und Cuz nehmen alle als Geiseln. Nachdem Sonny Renton dazu zwingt, die Maschine außer Betrieb zu setzen, sterben Vater und Bruder in der Verwirrung eines Stromausfalls. Renton und Hannah entkommen kurz und stellen fest, dass die Zeitschleife auf das Haus beschränkt ist. Renton beschließt, wieder hineinzugehen, um die Maschine zu zerstören, und Hannah geht mit ihm zurück.
Nachdem sie Cuz getötet haben, der sich als Hannahs Folterer herausstellt, startet Sonny das ARQ neu, wird jedoch selbst getötet. Eine unterbrochene Videobotschaft und die Protokolle des ARQ offenbaren eine zweite, äußere Zeitschleife: Nach jeweils neun Zeitschleifen werden alle ihre Speicher aufgrund des Neustarts des ARQ zurückgesetzt. Sie haben unwissentlich dieselben neun Schleifen tausende Male wiederholt. Als Renton und Hannah erkennen, dass sie sich in der neunten Schleife befinden, hinterlassen sie sich selbst eine verzweifelte Nachricht und hoffen, dass sie zukünftige Wiederholungen des ARQ zum Bloc bringen können, bevor Torus’ Verstärkung eintrifft. Als ein Roboter sie tötet, wacht Hannah mit einem Keuchen auf.

## Produktion
Das Konzept des Films ARQ stammt aus dem Jahr 2008, bevor Autor und Regisseur Tony Elliot mit der Arbeit an der Fernsehserie Orphan Black begann. Die Produzenten der Serie engagierten ihn aufgrund seines noch unveröffentlichten Drehbuchs für den Film ARQ. Jahrelang blieb das Drehbuch in der Entwicklung hängen. Nachdem die Rechte an Elliott zurückgefallen waren, kontaktierte Netflix seinen Produzenten und bot ihm die Produktion an. Im Januar 2016 wurde bekannt gegeben, dass Netflix den Film produzieren und vertreiben wird. Mason Novick, John Finemore, Kyle Franke und Nick Spicer produzierten den Film unter ihren Labels Lost City und XYZ Films. Noch im selben Monat wurde bekannt gegeben, dass Robbie Amell und Rachael Taylor für den Film gecastet wurden. Die Dreharbeiten fanden 19 Tage lang in Toronto statt. Elliott gab das Budget mit „unter 2 Millionen US-Dollar“ an.

## Veröffentlichung
Der Film ARQ hatte auf dem Toronto International Film Festival am 9. September 2016 seine Weltpremiere. Genau eine Woche später, am 16. September 2016, wurde er veröffentlicht.

## Rezeption
John DeFore von The Hollywood Reporter nannte den Film ARQ einen „kniffligen kleinen Zeitverdreher, der das Beste aus seinen begrenzten Ressourcen macht“ und verglich ihn in seinem Konzept mit Groundhog Day und Edge of Tomorrow. DeFore schrieb, dass der Film viele neue Szenen in seine sich wiederholende Handlung wirft, was dazu führt, dass die Zuschauer irgendwann aufhören, die Handlungen der Charaktere vorherzusagen. Über den Höhepunkt des Films sagte DeFore: „Wenn man bedenkt, wie viele Zeitreisebilder an diesem Punkt in einem Gewirr von Logik zusammenbrechen, weiß ARQ erstaunlicherweise, wie man seine Paradoxien auf eine Weise zusammenfasst, die wir nur noch sehr schwierig kritisieren können.“
Bei Rotten Tomatoes erreicht der Film ARQ bei den Kritikern eine Bewertung von 43 % aus sieben Rezensionen.

## Auszeichnungen
Tony Elliott wurde für sein Drehbuch von der Writers Guild of Canada nominiert. Der Editor Kye Meechan gewann den Canadian Cinema Editors Award für den besten Schnitt und wurde von der Directors Guild of Canada in derselben Kategorie nominiert. Oleg M. Savytski wurde von der Guild für das beste Szenenbild nominiert.